# Dimitrios Kasdaglis
Dimitrios Kasdaglis (n. 10 octombrie 1872, Salford, Regatul Unit al Marii Britanii și Irlandei – d. 6 iulie 1931, Bad Nauheim, Hessa, Germania) a fost un jucător de tenis egiptean, medaliat olimpic. A participat la 2 ediții ale Jocurilor Olimpice (1896, 1906) în care a câștigat două medalii de argint.